# Polypragmasie

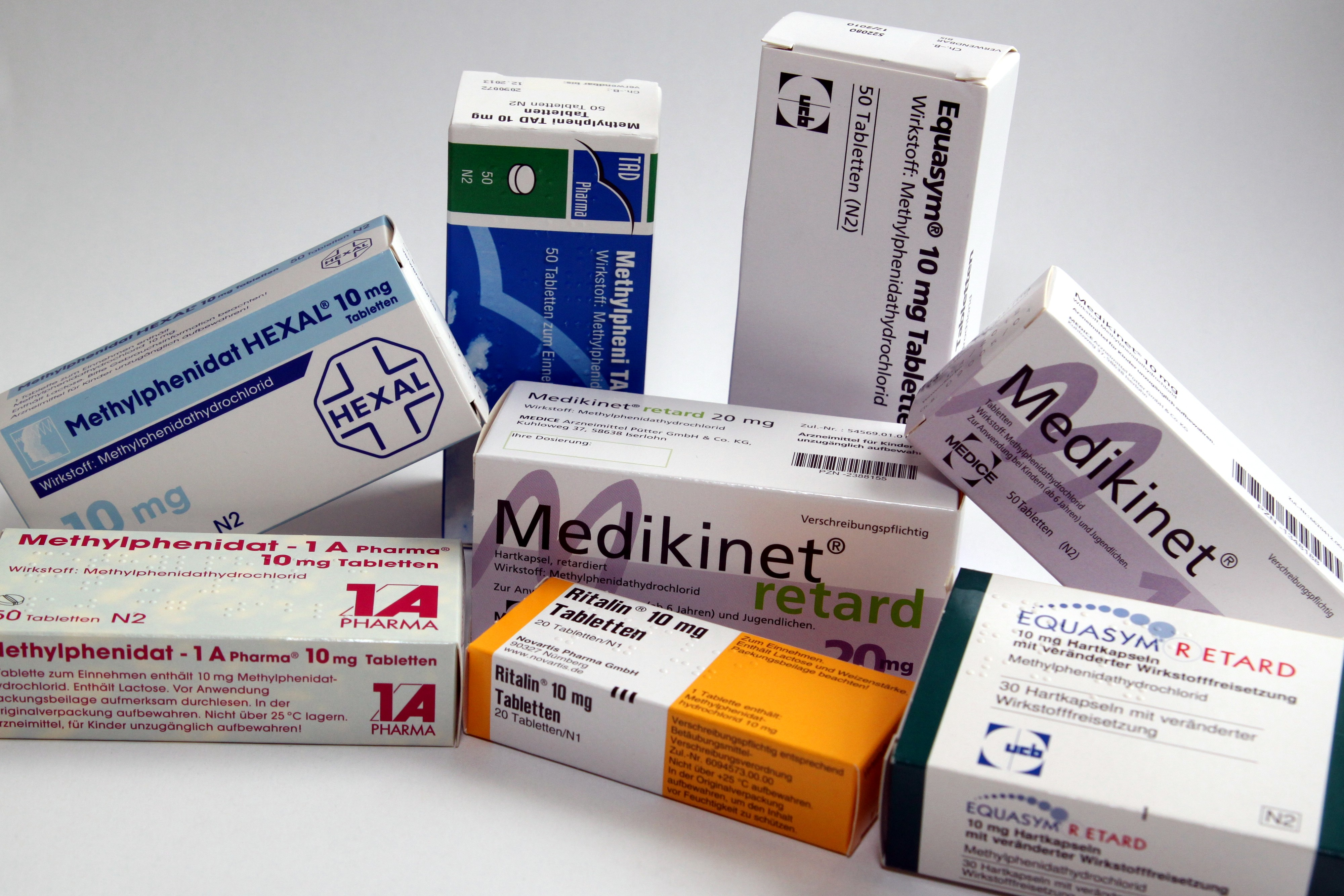

Polypragmasie (z řeckého polypragmoneo – dělat mnoho věcí najednou) označuje stav, kdy je najednou podáváno větší množství léků. Jedná se o častý problém zejména u starších pacientů. Na jednu stranu narůstá množství možných nežádoucích interakcí mezi jednotlivými léky, na druhou stranu klesá compliance pacienta.